# Epidendrum gomezii
Epidendrum gomezii är en orkidéart som beskrevs av Rudolf Schlechter. Epidendrum gomezii ingår i släktet Epidendrum och familjen orkidéer. Inga underarter finns listade i Catalogue of Life.